# ليبي هاغ
ليبي هاغ هي فنانة تنصيبية كندية، ولدت في 1950 في سانت توماس في كندا.